# Киприя
Кирпия (на гръцки: Κύπρια; на латински: Cypria) е древногръцка поема. Съставена е по всяка вероятност в края на 7 век пр.н.е., но това не е сигурно. Състои се от 11 песни, написани в дактилен хекзаметър. В тях били описани: съдът на Парис, отвличането на Елена, подготовката на ахейците за похода, принасяне на Ифигения в жертва и военните действия до скарването на Агамемнон и Ахил.
„Киприя“ не е запазена, но съдържанието ѝ се знае по сведенията, които се намират у Прокъл. Херодот смята, че не е написана от Омир.